# Ческе-Будеёвице (район)
Район Ческе-Будеёвице (чеш. Okres České Budějovice) — один из 7 районов Южночешского края Чехии. Административным центром является город Ческе-Будеёвице. Площадь составляет 1638,30 км², население — 187 881 человек (плотность населения — 114,68 человек на 1 км²). Район состоит из 109 населённых пунктов, в том числе из 9 городов.

## Населённые пункты

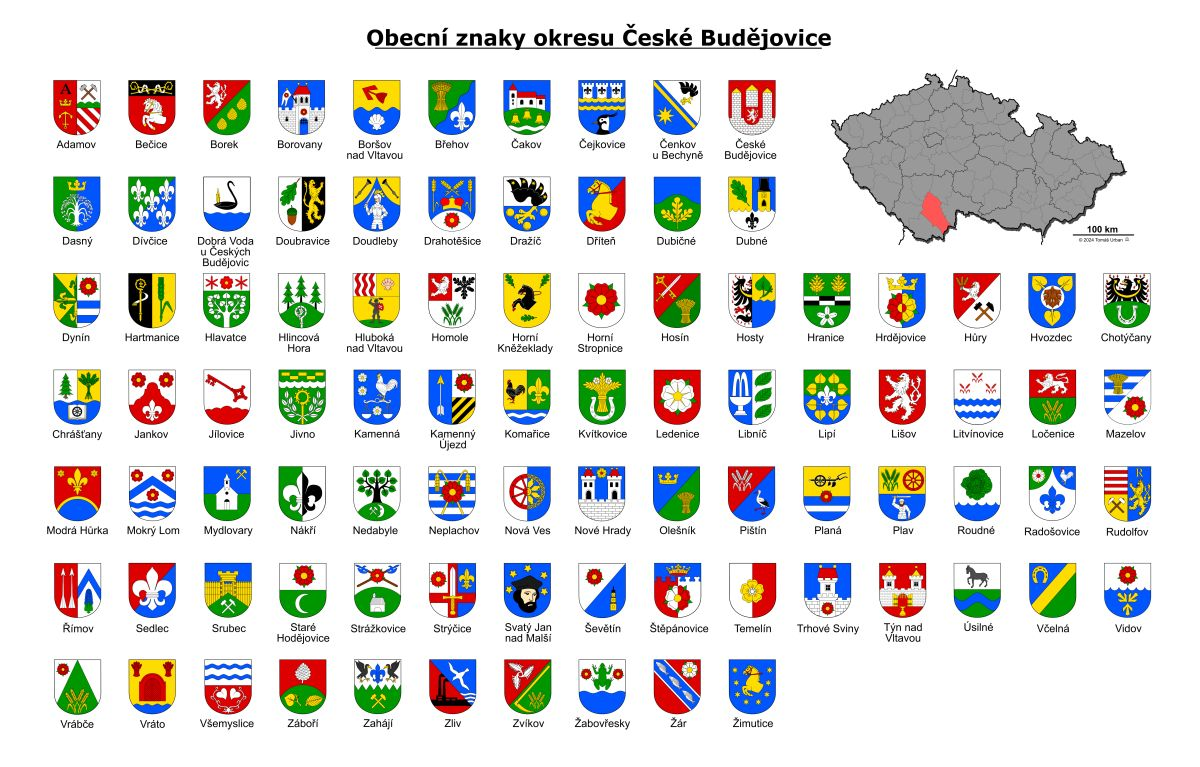
Гербы населённых пунктов района Ческе-Будеёвице

### Города
Боровани • Глубока-над-Влтавоу • Злив • Лишов • Нове-Гради • Рудольфов • Тин-над-Влтавоу • Тргове-Свини • Ческе-Будеёвице

### Местечки
Дольни-Буковско • Леденице • Шеветин

### Общины
Адамов • Бечице • Борек • Боровнице • Боршов-над-Влтавоу • Бошилец • Бранишов • Бржегов • Чаков • Чейковице • Ченков-у-Бехине • Чижкрайице • Дасни • Чивчице • Добра-Вода-у-Ческих-Будеёвиц •

## Памятники культуры
К наиболее посещаемым памятникам культуры, расположенным на территории района Ческе-Будеёвице, относятся следующие:
|                       |  |              |  |               |
| Борованский монастырь |  | Чёрная башня |  | Замок Глубока |

|                  |  |                        |  |             |
| Замок Нове-Гради |  | Новоградский монастырь |  | Бушкув-Гамр |